# 波尔托湾
波尔托湾（法語：Golfe de Porto）位于法国科西嘉岛西岸中部的一个海湾，是科西嘉地区自然公园的一部分。1983年与周边的皮亚纳湾、基罗拉塔湾和斯康多拉保护区一起成为世界自然遗产。